# (456) Abnoba
(456) Abnoba ist ein Asteroid des Hauptgürtels, der am 4. Juni 1900 von den deutschen Astronomen Max Wolf und Arnold Schwassmann in Heidelberg entdeckt wurde.
Der Asteroid ist nach der keltischen Göttin Abnoba benannt.